# Yellowstone (Fernsehserie)/Episodenliste
Diese Episodenliste enthält die Episoden der US-amerikanischen Neo-Western-Dramaserie Yellowstone. Von 2018 bis 2024 sind in fünf Staffeln insgesamt 53 Folgen erschienen.

## Übersicht
| Staffel | Episodenanzahl | Erstausstrahlung USA | Erstausstrahlung USA | Deutschsprachige Erstausstrahlung | Deutschsprachige Erstausstrahlung |
| Staffel | Episodenanzahl | Staffelpremiere      | Staffelfinale        | Staffelpremiere                   | Staffelfinale                     |
| ------- | -------------- | -------------------- | -------------------- | --------------------------------- | --------------------------------- |
| 1       | 09             | 20. Juni 2018        | 22. August 2018      | 24. November 2020                 | 19. Januar 2021                   |
| 2       | 10             | 19. Juni 2019        | 28. August 2019      | 2. Februar 2021                   | 30. März 2021                     |
| 3       | 10             | 21. Juni 2020        | 23. August 2020      | 16. November 2021                 | 11. Januar 2022                   |
| 4       | 10             | 7. November 2021     | 2. Januar 2022       | 5. Juli 2022                      | 30. August 2022                   |
| 5       | 08             | 13. November 2022    | 1. Januar 2023       | 20. November 2022                 | 1. Januar 2023                    |
| 5       | 06             | 10. November 2024    | 15. Dezember 2024    | 11. November 2024                 | 16. Dezember 2024                 |

## Staffel 1
Die Erstausstrahlung der ersten Staffel war vom 20. Juni bis zum 22. August 2018 auf dem US-amerikanischen Fernsehsender Paramount Network zu sehen. Die deutschsprachige Erstausstrahlung war auf dem deutschen Pay-TV-Sender Sony AXN vom 24. November 2020 bis zum 19. Januar 2021.
| Nr. (ges.) | Nr. (St.) | Deutscher Titel           | Originaltitel          | Erstausstrahlung USA | Deutschsprachige Erstausstrahlung (D) | Regie           | Drehbuch                      | Zuschauer (USA) |
| --- | --------- | ------------------------- | ---------------------- | -------------------- | ------------------------------------- | --------------- | ----------------------------- | --------------- |
| 1 | 1         | Bei Tagesanbruch          | Daybreak               | 20. Juni 2018        | 24. Nov. 2020                         | Taylor Sheridan | Taylor Sheridan & John Linson | 2,83 Mio.       |
| John Dutton führt eine Familienranch in Montana und versucht mit allen Mitteln, seine Ranch und sein Land vor Reservatsbewohnern und den modernen Einflüssen, wie etwa Landentwicklern und Bauunternehmern, zu schützen. Dabei drohen die Spannungen zwischen ihm und dem Stamm von Broken Rock zu eskalieren. |           |                           |                        |                      |                                       |                 |                               |                 |
| 2 | 2         | Familienbande             | Kill The Messenger     | 27. Juni 2018        | 24. Nov. 2020                         | Taylor Sheridan | Taylor Sheridan & John Linson | 2,07 Mio.       |
| Nach einer unübersichtlichen Schießerei müssen sich die Duttons mit den Folgen auseinandersetzen. Jamie trifft sich zur Schadensbegrenzung mit der Gouverneurin. |           |                           |                        |                      |                                       |                 |                               |                 |
| 3 | 3         | Keine Pferde              | No Good Horses         | 11. Juli 2018        | 1. Dez. 2020                          | Taylor Sheridan | Taylor Sheridan               | 2,17 Mio.       |
| Familie Dutton begeht den Jahrestag einer schmerzhaften Tragödie. Kayce rettet ein Mädchen aus einer gefährlichen Situation. Jamie erwägt eine politische Karriere. |           |                           |                        |                      |                                       |                 |                               |                 |
| 4 | 4         | Der Zug in die Dunkelheit | The Long Black Train   | 18. Juli 2018        | 8. Dez. 2020                          | Taylor Sheridan | Taylor Sheridan               | 1,89 Mio.       |
| Ein verheimlichtes Gesundheitsproblem von John kommt ans Licht. Jimmy hadert mit seinen neuen Aufgaben und Beth verbringt einen wilden Abend. |           |                           |                        |                      |                                       |                 |                               |                 |
| 5 | 5         | Heimkehr                  | Coming Home            | 25. Juli 2018        | 15. Dez. 2020                         | Taylor Sheridan | Taylor Sheridan               | 1,95 Mio.       |
| John versucht Kayce und seine Frau Monica von einem Verbleib auf der Familienranch zu überzeugen. Rip rekrutiert neue Ranchmitarbeiter. |           |                           |                        |                      |                                       |                 |                               |                 |
| 6 | 6         | Die Erinnerung            | The Remembering        | 1. Aug. 2018         | 22. Dez. 2020                         | Taylor Sheridan | Taylor Sheridan               | 2,10 Mio.       |
| Jamie heizt seine politische Karriere an und erhält Unterstützung bei seiner Kampagne. Rip und Kayce geraten aneinander, während eine neue Partnerschaft die Ranch bedroht. |           |                           |                        |                      |                                       |                 |                               |                 |
| 7 | 7         | Ein Monster ist unter uns | A Monster Is Among Us  | 8. Aug. 2018         | 3. Jan. 2021                          | Taylor Sheridan | Taylor Sheridan               | 2,08 Mio.       |
| Ein Bär auf der Ranch bringt Touristen und Rip in eine gefährliche Lage. Für Monica beginnt nach einer schweren Verletzung ein langer Weg zurück zur Genesung. |           |                           |                        |                      |                                       |                 |                               |                 |
| 8 | 8         | Der Zerfall (1)           | The Unravelling: Pt. 1 | 15. Aug. 2018        | 10. Jan. 2021                         | Taylor Sheridan | Taylor Sheridan               | 2,13 Mio.       |
| Rip gerät durch die Ermittlungen eines Sheriffs unter Druck und seine Vergangenheit kommt ans Licht. John erkennt, wer wirklich hinter ihm steht. |           |                           |                        |                      |                                       |                 |                               |                 |
| 9 | 9         | Der Zerfall (2)           | The Unravelling: Pt. 2 | 22. Aug. 2018        | 19. Jan. 2021                         | Taylor Sheridan | Taylor Sheridan               | 2,37 Mio.       |
| Jamie weigert sich, seine Kampagne zu beenden, und geht dadurch auf Konfrontationskurs mit seinem Vater. Kayce hingegen kehrt nach Hause zurück. |           |                           |                        |                      |                                       |                 |                               |                 |

## Staffel 2
Die Erstausstrahlung der zweiten Staffel war vom 19. Juni bis zum 28. August 2019 auf dem US-amerikanischen Fernsehsender Paramount Network zu sehen. Die deutschsprachige Erstausstrahlung folgte auf dem deutschen Pay-TV-Sender Sony AXN vom 2. Februar 2021 bis zum 30. März 2021.
| Nr. (ges.) | Nr. (St.) | Deutscher Titel             | Originaltitel           | Erstausstrahlung USA | Deutschsprachige Erstausstrahlung (D) | Regie          | Drehbuch                                      | Zuschauer (USA) |
| --- | --------- | --------------------------- | ----------------------- | -------------------- | ------------------------------------- | -------------- | --------------------------------------------- | --------------- |
| 10 | 1         | Ein Sturm zieht auf         | A Thundering            | 19. Juni 2019        | 2. Feb. 2021                          | Ed Bianchi     | Taylor Sheridan & John Coveny                 | 2,41 Mio.       |
| Kayce muss sich an seine neue Rolle auf der Ranch gewöhnen. Beth findet einen Gegenkandidaten zu Jamie. Thomas Rainwater schlägt ein neues Casino außerhalb des Reservats vor.                                          |           |                             |                         |                      |                                       |                |                                               |                 |
| 11 | 2         | Grabenkämpfe                | New Beginnings          | 26. Juni 2019        | 2. Feb. 2021                          | Ed Bianchi     | Taylor Sheridan                               | 2,21 Mio.       |
| John hat eine schmerzhafte Genesung vor sich. Zwischen Kayce und Rip kommt es zu einer heftigen Auseinandersetzung. Beth möchte neue Ländereien kaufen und Monica beginnt ihren neuen Job an der Universität.           |           |                             |                         |                      |                                       |                |                                               |                 |
| 12 | 3         | Der Geruch der Verzweiflung | The Reek of Desperation | 10. Juli 2019        | 9. Feb. 2021                          | Stephen Kay    | Taylor Sheridan                               | 2,28 Mio.       |
| Thomas Rainwater arbeitet mit Dan Jenkins an einem großen Geschäftsdeal, doch erhält mächtig Gegenwind. John und Beth bauen einen neuen Gegenkandidaten für Jamie auf.                                                  |           |                             |                         |                      |                                       |                |                                               |                 |
| 13 | 4         | Nur noch Teufel             | Only Devils Left        | 17. Juli 2019        | 16. Feb. 2021                         | Stephen Kay    | Brett Conrad & Taylor Sheridan                | 2,08 Mio.       |
| Die Viehherde der Duttons wird angegriffen und Kayce handelt sich dabei mit Nachforschungen Ärger ein. |           |                             |                         |                      |                                       |                |                                               |                 |
| 14 | 5         | Den Feind berühren          | Touching Your Enemy     | 24. Juli 2019        | 23. Feb. 2021                         | John Dahl      | John Coveny & Ian McCulloch & Taylor Sheridan | 2,18 Mio.       |
| Jamie versucht verzweifelt, einen Fehler auszubügeln. Monica und Martin erleben einen traditionellen Pferdelauf der Ureinwohner.                                                                                        |           |                             |                         |                      |                                       |                |                                               |                 |
| 15 | 6         | Junge in Blut               | Blood the Boy           | 31. Juli 2019        | 2. März 2021                          | John Dahl      | Brett Conrad & Taylor Sheridan                | 2,27 Mio.       |
| Jamie versucht eine Reporterin aufzuhalten, Negatives über seinen Vater zu veröffentlichen. Kayce und John verbringen Zeit mit Tate. Jimmy versucht sich bei einem Rodeo-Wettbewerb. Walker möchte die Ranch verlassen. |           |                             |                         |                      |                                       |                |                                               |                 |
| 16 | 7         | Tag der Auferstehung        | Resurrection Day        | 7. Aug. 2019         | 16. März 2021                         | Ben Richardson | John Coveny & Ian McCulloch & Taylor Sheridan | 2,31 Mio.       |
| Die Becks planen eine brutale Aktion gegen die Duttons. Jamie möchte auf der Ranch einen Neuanfang. |           |                             |                         |                      |                                       |                |                                               |                 |
| 17 | 8         | Hinter uns nur Grau         | Behind Us Only Grey     | 14. Aug. 2019        | 23. März 2021                         | Ben Richardson | Brett Conrad & Taylor Sheridan                | 2,54 Mio.       |
| Nach den brutalen Anschlägen sind John und Rip auf Rache aus. Monica überdenkt ihre Wohnsituation. |           |                             |                         |                      |                                       |                |                                               |                 |
| 18 | 9         | Feinde bis Montag           | Enemies by Monday       | 21. Aug. 2019        | 23. März 2021                         | Guy Ferland    | Taylor Sheridan & Eric Beck                   | 2,46 Mio.       |
| Die Duttons rächen sich an den Becks. Beth und ihre Schwägerin Monica kommen sich wegen falscher Anschuldigungen näher.                                                                                                 |           |                             |                         |                      |                                       |                |                                               |                 |
| 19 | 10        | Die Sünden des Vaters       | Sins of the Father      | 28. Aug. 2019        | 30. März 2021                         | Stephen Kay    | Taylor Sheridan & Eric Beck                   | 2,81 Mio.       |
| Die Fehde zwischen den Duttons und den Becks eskaliert. Kayce sucht seinen entführten Sohn. |           |                             |                         |                      |                                       |                |                                               |                 |

## Staffel 3
Die Premiere der dritten Staffel war am 21. Juni 2020 und die weitere Ausstrahlung lief bis zum 23. August 2020 beim US-amerikanischen Fernsehsender Paramount Network. Die deutschsprachige Erstausstrahlung war auf dem deutschen Pay-TV-Sender Sony AXN vom 16. November 2021 bis zum 11. Januar 2022.
| Nr. (ges.) | Nr. (St.) | Deutscher Titel                   | Originaltitel               | Erstausstrahlung USA | Deutschsprachige Erstausstrahlung (D) | Regie                     | Drehbuch        | Zuschauer (USA) |
| --- | --------- | --------------------------------- | --------------------------- | -------------------- | ------------------------------------- | ------------------------- | --------------- | --------------- |
| 20 | 1         | Du bist jetzt der Indianer        | You’re the Indian Now       | 21. Juni 2020        | 16. Nov. 2021                         | Stephen Kay               | Taylor Sheridan | 4,23 Mio.       |
| Den Duttons bleibt kaum Zeit, die traumatischen Erlebnisse zu verarbeiten. Es kündigt sich ein neuer Baukonzern an, der das Land von John bedroht.                                      |           |                                   |                             |                      |                                       |                           |                 |                 |
| 21 | 2         | Güterzüge und Monster             | Freight Trains and Monsters | 28. Juni 2020        | 16. Nov. 2021                         | Stephen Kay               | Taylor Sheridan | 3,57 Mio.       |
| Die Duttons verbringen Zeit in einem Sommercamp für das Vieh. Dabei hilft John seinem Enkel Tate, sein Trauma zu überwinden.                                                            |           |                                   |                             |                      |                                       |                           |                 |                 |
| 22 | 3         | Eine akzeptable Kapitulation      | An Acceptable Surrender     | 5. Juli 2020         | 23. Nov. 2021                         | John Dahl                 | Taylor Sheridan | 3,73 Mio.       |
| Die Gouverneurin könnte Milliarden für den Staat einbringen, der aber den Duttons schaden würde.                                                                                        |           |                                   |                             |                      |                                       |                           |                 |                 |
| 23 | 4         | Der Sommer ist vorbei             | Going Back to Cali          | 12. Juli 2020        | 30. Nov. 2021                         | John Dahl                 | Taylor Sheridan | 3,55 Mio.       |
| Eine Bikergang aus Kalifornien dringt auf das Land der Duttons ein und macht Ärger. Die Gouverneurin unterstützt Johns Pläne.                                                           |           |                                   |                             |                      |                                       |                           |                 |                 |
| 24 | 5         | Cowboys und Träumer               | Cowboys and Dreamers        | 19. Juli 2020        | 7. Dez. 2021                          | Christina Alexandra Voros | Taylor Sheridan | 3,69 Mio.       |
| Es wird der Grund für Beths lebenslangen Hass gegenüber ihrem Bruder Jamie offenbart. Kayce beugt die Regeln als Viehbeauftragter, um einer örtlichen Familie zu helfen.                |           |                                   |                             |                      |                                       |                           |                 |                 |
| 25 | 6         | Alles umsonst                     | All for Nothing             | 26. Juli 2020        | 14. Dez. 2021                         | Christina Alexandra Voros | Taylor Sheridan | 3,68 Mio.       |
| Das Land wird weiter durch Investoren bedroht und eine alte Fehde wird für John zum Problem. Kayce und Monica helfen Rainwater. Beth verrät ihrem Vater ein Geheimnis.                  |           |                                   |                             |                      |                                       |                           |                 |                 |
| 26 | 7         | Die Prügel                        | The Beating                 | 2. Aug. 2020         | 21. Dez. 2021                         | Guy Ferland               | Taylor Sheridan | 3,63            |
| Beth plant ihre Zukunft und versucht alles, um die feindliche Übernahme zu verhindern. Kayce verfolgt Viehdiebe. Jamie erfährt ein Familiengeheimnis. John trifft seinen Erzfeind Wade. |           |                                   |                             |                      |                                       |                           |                 |                 |
| 27 | 8         | Ich habe heute einen Mann getötet | I Killed a Man Today        | 9. Aug. 2020         | 28. Dez. 2021                         | Guy Ferland               | Taylor Sheridan | 3,83 Mio.       |
| Monica möchte ihrem Volk helfen. John lehnt ein lukratives Geschäft ab. Beth shortet Aktien der gegnerischen Investoren. Wade begeht eine Gewalttat.                                    |           |                                   |                             |                      |                                       |                           |                 |                 |
| 28 | 9         | Gemeiner als das Böse             | Meaner Than Evil            | 16. Aug. 2020        | 4. Jan. 2022                          | Stephen Kay               | Taylor Sheridan | 3,99 Mio.       |
| Beths fehlgeschlagenes Manöver gegen Market Equities hat Konsequenzen für ihre Karriere. John und Wade begleichen eine Rechnung.                                                        |           |                                   |                             |                      |                                       |                           |                 |                 |
| 29 | 10        | Die Welt ist Lila                 | The World Is Purple         | 23. Aug. 2020        | 11. Jan. 2022                         | Stephen Kay               | Taylor Sheridan | 5,16 Mio.       |
| John verhandelt mit ehemaligen Freunden und kämpft um die Zukunft von Yellowstone. Seine Feinde planen, seine Familie endgültig zu zerstören. Jamie offenbart seine wahren Pläne.       |           |                                   |                             |                      |                                       |                           |                 |                 |

## Staffel 4
Die Erstausstrahlung der vierten Staffel war vom 7. November 2021 bis zum 2. Januar 2022 auf dem US-amerikanischen Fernsehsender Paramount Network zu sehen. Die deutschsprachige Erstausstrahlung war auf dem deutschen Pay-TV-Sender Sony AXN vom 5. Juli bis zum 30. August 2022.
| Nr. (ges.) | Nr. (St.) | Deutscher Titel                       | Originaltitel                                  | Erstausstrahlung USA | Deutschsprachige Erstausstrahlung (D) | Regie                     | Drehbuch        | Zuschauer (USA) |
| --- | --------- | ------------------------------------- | ---------------------------------------------- | -------------------- | ------------------------------------- | ------------------------- | --------------- | --------------- |
| 30 | 1         | Die Hälfte des Geldes                 | Half the Money                                 | 7. Nov. 2021         | 5. Juli 2022                          | Stephen Kay               | Taylor Sheridan | 8,38 Mio.       |
| Zunächst ist unklar, ob Beth, Kayce und John den Anschlag überlebt haben. Rip Wheeler und die Cowboys halten zur Familie und bekämpfen die Attentäter. John wurde angeschossen. Kayce, der selbst verwundet ist, schließt sich der Verfolgungsjagd der Polizei an, um die Verbrecher abzufangen. |           |                                       |                                                |                      |                                       |                           |                 |                 |
| 31 | 2         | Phantomschmerz                        | Phantom Pain                                   | 7. Nov. 2021         | 5. Juli 2022                          | Stephen Kay               | Taylor Sheridan | 7,84 Mio.       |
| Die Familie Dutton erholt sich langsam, aber John leidet an mehreren Schussverletzungen. Rip nimmt einen halbwüchsigen Jungen bei sich auf. |           |                                       |                                                |                      |                                       |                           |                 |                 |
| 32 | 3         | Alles was ich sehe bist du            | All I See Is You                               | 14. Nov. 2021        | 12. Juli 2022                         | Guy Ferland               | Taylor Sheridan | 7,49 Mio.       |
| John und Kayce kennen auf dem Weg, die Auftraggeber der Attentäter zu finden, keine Gnade. |           |                                       |                                                |                      |                                       |                           |                 |                 |
| 33 | 4         | Gewinnen oder Lernen                  | Winning or Learning                            | 21. Nov. 2021        | 19. Juli 2022                         | Guy Ferland               | Taylor Sheridan | 7,42 Mio.       |
| John fragt sich, ob Jamie zu den Verrätern gehört. Jimmy hadert mit seinem Schicksal und trotzdem arrangiert er sich mit seiner Reise nach Texas. Zwischen den Ranchmitarbeitern kommt es zu Auseinandersetzungen.                                                                               |           |                                       |                                                |                      |                                       |                           |                 |                 |
| 34 | 5         | Unter einer roten Decke               | Under a Blanket of Red                         | 28. Nov. 2021        | 16. Juli 2022                         | Christina Alexandra Voros | Taylor Sheridan | 7,89 Mio.       |
| Kayce und John geraten in eine Auseinandersetzung mit Tierschützern. John lädt die Anführerin der Demonstrationen, Summer Higgins, zu sich auf die Ranch ein. |           |                                       |                                                |                      |                                       |                           |                 |                 |
| 35 | 6         | Ich möchte er sein                    | I Want to Be Him                               | 5. Dez. 2021         | 2. Aug. 2022                          | Christina Alexandra Voros | Taylor Sheridan | 7,28 Mio.       |
| Beth gerät mit Johns Übernachtungsgast Summer aneinander. Lloyd verletzt Walker, als er ausrastet. Die Kollegen verlangen eine harte Strafe. Kayce will mit seiner Familie Abstand zur Ranch finden.                                                                                             |           |                                       |                                                |                      |                                       |                           |                 |                 |
| 36 | 7         | Halten sie die Wölfe in der Nähe      | Keep the Wolves Close                          | 12. Dez. 2021        | 9. Aug. 2022                          | Taylor Sheridan           | Taylor Sheridan | 7,54 Mio.       |
| Gouverneurin Perry kandidiert als Senatorin und somit wird ihr Platz frei, für den sie Jamie präsentieren möchte. John mischt sich dabei ein. Jamie merkt nicht, dass er nur benutzt wird. In Texas erlernt Jimmy auf der Ranch 6666 nun richtig den Job als Cowboy.                             |           |                                       |                                                |                      |                                       |                           |                 |                 |
| 37 | 8         | Keine Freundlichkeit für den Feigling | No Kindness for the Coward                     | 19. Dez. 2021        | 16. Aug. 2022                         | Taylor Sheridan           | Taylor Sheridan | 7,73 Mio.       |
| Jamie wird von der unerwarteten Konkurrenz bei seiner Kandidatur überrascht. Beth versteht sich nun besser mit Summer und möchte dies nutzen, um ihrem Arbeitgeber zu schaden. |           |                                       |                                                |                      |                                       |                           |                 |                 |
| 38 | 9         | So etwas wie Fair gibt es nicht       | No Such Thing as Fair                          | 26. Dez. 2021        | 23. Aug. 2022                         | Stephen Kay               | Taylor Sheridan | 7,48 Mio.       |
| Beth und John machen sich gegenseitig Vorwürfe. Jimmy kehrt aus Texas zurück. |           |                                       |                                                |                      |                                       |                           |                 |                 |
| 39 | 10        | Gras auf den Straßen                  | Grass on the Streets and Weeds on the Rooftops | 2. Jan. 2022         | 30. Aug. 2022                         | Stephen Kay               | Taylor Sheridan | 9,34 Mio.       |
| Beth hat ihren Vater enttäuscht und hofft auf Vergebung. Market Equities enttarnt Beth als illoyale Mitarbeiterin. Dies könnte Konsequenzen für Yellowstone haben, sollte sie wegen Wirtschaftsspionage verurteilt werden.                                                                       |           |                                       |                                                |                      |                                       |                           |                 |                 |

## Staffel 5
Die Ausstrahlung der fünften Staffel erfolgte in zwei Teilen. Die Erstausstrahlung der ersten 8 Folgen der fünften Staffel war vom 13. November 2022 bis zum 1. Januar 2023 auf dem US-amerikanischen Fernsehsender Paramount Network zu sehen. Die letzten 6 Folgen wurden vom 11. November bis zum 16. Dezember 2024 ausgestrahlt. Die deutschsprachige Erstausstrahlung der ersten 8 Folgen war auf dem deutschen Pay-TV-Sender Sony AXN vom 20. November 2022 bis zum 1. Januar 2023 zu sehen.
| Nr. (ges.) | Nr. (St.) | Deutscher Titel                        | Originaltitel                         | Erstausstrahlung USA | Deutschsprachige Erstausstrahlung (D) | Regie                     | Drehbuch        | Zuschauer (USA) |
| --- | --------- | -------------------------------------- | ------------------------------------- | -------------------- | ------------------------------------- | ------------------------- | --------------- | --------------- |
| 40 | 1         | Hundert Jahre sind nichts              | One Hundred Years Is Nothing          | 13. Nov. 2022        | 20. Nov. 2022                         | Stephen Kay               | Taylor Sheridan | 9,41 Mio.       |
| John Dutton wird als Gouverneur von Montana vereidigt und auf der Ranch findet der Gouverneursball statt. John versucht sich mit seinem Amt zu arrangieren, um die Ranch zu schützen. |           |                                        |                                       |                      |                                       |                           |                 |                 |
| 41 | 2         | Der Stachel der Weisheit               | The Sting of Wisdom                   | 13. Nov. 2022        | 27. Nov. 2022                         | Stephen Kay               | Taylor Sheridan | 8,44 Mio.       |
| Market Equities lässt zur Verstärkungen Sarah Atwood einfliegen. John hält eine passionierte Rede auf seinen Heimatstaat Montana. Währenddessen haben die Cowboys auf der Ranch noch mit anderen Problemen zu kämpfen. |           |                                        |                                       |                      |                                       |                           |                 |                 |
| 42 | 3         | Auf der Fährte                         | Tall Drink of Water                   | 20. Nov. 2022        | 27. Nov. 2022                         | Christina Alexandra Voros | Taylor Sheridan | 8,03 Mio.       |
| Beth erledigt in Salt Lake City Geschäfte. Rainwater gerät weiter unter enormen Druck. Kayce trifft eine Entscheidung für seine Familie. |           |                                        |                                       |                      |                                       |                           |                 |                 |
| 43 | 4         | Pferde im Himmel                       | Horses in Heaven                      | 27. Nov. 2022        | 4. Dez. 2022                          | Christina Alexandra Voros | Taylor Sheridan | 8,36 Mio.       |
| John fällt es schwer, sich an sein neues Amt zu gewöhnen, und er erhält von seiner Vorgängerin Perry Ratschläge. Beth erfährt von Jamies Sohn und ihr Hass auf ihren Bruder kennt keine Grenzen. Rip informiert John über die Situation mit den Wölfen aus dem Nationalpark. |           |                                        |                                       |                      |                                       |                           |                 |                 |
| 44 | 5         | Das Frühjahrstreffen                   | Watch 'Em Ride Away                   | 4. Dez. 2022         | 11. Dez. 2022                         | Christina Alexandra Voros | Taylor Sheridan | 7,61 Mio.       |
| John sagt seine Termine als Gouverneur ab, um auf der Ranch beim Brandmarken der Rinder zu helfen. Beths Verachtung für Summer erreicht einen gewaltigen Höhepunkt. Die Cowboys machen sich auf eine mehrtägige Tour auf, um die Rinder aus dem Hinterland zum Brandmarken auf die Ranch zu treiben. |           |                                        |                                       |                      |                                       |                           |                 |                 |
| 45 | 6         | Zigaretten, Whiskey, eine Wiese und du | Cigarettes, Whiskey, a Meadow and You | 11. Dez. 2022        | 18. Dez. 2022                         | Stephen Kay               | Taylor Sheridan | 7,89 Mio.       |
| Die Duttons treiben erfolgreich die Rinder zum Brandmarken. Währenddessen wickelt Sarah Jamie weiter ein. Rainwater hingegen bekommt einen Gegner aus den eigenen Reihen. |           |                                        |                                       |                      |                                       |                           |                 |                 |
| 46 | 7         | Ansteckungsgefahr                      | The Dream Is Not Me                   | 18. Dez. 2022        | 25. Dez. 2022                         | Stephen Kay               | Taylor Sheridan | 7,72 Mio.       |
| Ein Teil der Rinderherde macht Probleme. John braucht eine Lösung und Beth arbeitet an einer Alternative. Rainwater erhält weitere schlechte Nachrichten von Senatorin Perry. Die Vereinigten Staaten wollen mitten durch sein Reservat eine Pipeline legen lassen. Dies betrifft vor allem den Stausee und damit die Trinkwasserquelle seines Stammes. Jamie und Sarah planen ihre nächsten Schritte gegen John Dutton als Gouverneur. |           |                                        |                                       |                      |                                       |                           |                 |                 |
| 47 | 8         | Die Messer werden gezückt              | A Knife and No Coin                   | 1. Jan. 2023         | 1. Jan. 2023                          | Christina Alexandra Voros | Taylor Sheridan | 8,19 Mio.       |
| John bittet Monica, sich während seiner Abwesenheit mit Kayce um die Ranch zu kümmern, da sich Rip mit den Cowboys und den Rindern auf den Weg nach Texas macht. Rainwater erhält unerwartete Unterstützung von John. Doch Jamie torpediert das Ganze, da er seinen Plan in die Tat umsetzt. |           |                                        |                                       |                      |                                       |                           |                 |                 |
| 48 | 9         | Begierde ist das einzige, was zählt    | Desire Is All You Need                | 10. Nov. 2024        | 11. Nov. 2024                         | Christina Alexandra Voros | Taylor Sheridan | 5,85 Mio.       |
| Gouverneur Dutton wird tot aufgefunden, offenbar hat er Selbstmord begangen. Beth zweifelt daran und verdächtigt Jamie. In einer Rückblende stellt sich heraus, dass Sarah, Anwältin von Market Equities und Geliebte von Jamie, den Mord in Auftrag gegeben hat. Rip kehrt sofort auf die Ranch zurück, nachdem er von John Duttons Tod erfahren hat. |           |                                        |                                       |                      |                                       |                           |                 |                 |
| 49 | 10        | Die Apokalypse der Veränderung         | The Apocalypse of Change              | 17. Nov. 2024        | 18. Nov. 2024                         | Christina Alexandra Voros | Taylor Sheridan | 5,96 Mio.       |
| In einer Rückblende besucht Beth Rip in Texas, nachdem sie ihre Sozialstunden abgeleistet hat, und Kayce und seine Familie richten sich in einem neuen Haus auf dem Gelände der Ranch ein. Wieder in der Gegenwart konfrontiert Beth Jamie mit ihrem Verdacht und schließt aus seinem Verhalten, dass sie Recht hat. Sie informiert Kayce, der daraufhin Kontakt zu einem ehemaligen Armeekameraden aufnimmt. |           |                                        |                                       |                      |                                       |                           |                 |                 |
| 50 | 11        | Selbstmord                             | Three Fifty-Three                     | 24. Nov. 2024        | 25. Nov. 2024                         | Christina Alexandra Voros | Taylor Sheridan | 6,29 Mio.       |
| In einer Rückblende wird gezeigt, wie John Dutton ermordet wird. In der Gegenwart beginnt der neue Gouverneur, die Entscheidungen von John Dutton zu revidieren, was für die Ranch finanzielle Schwierigkeiten bedeutet. Kayce erzwingt eine erneute Leichenschau seines Vaters, bei der Anzeichen für dessen Ermordung gefunden werden. Die Polizei nimmt daraufhin die Ermittlungen wieder auf. |           |                                        |                                       |                      |                                       |                           |                 |                 |
| 51 | 12        | Mutprobe                               | Counting Coup                         | 1. Dez. 2024         | 2. Dez. 2024                          | Christina Alexandra Voros | Taylor Sheridan | 6,49 Mio.       |
| Nach dem tödlichen Attentat auf Sarah unternimmt Jamie alles, um nicht mit dem Mordauftrag an John Dutton in Verbindung gebracht zu werden. Unter den Cowboys machen sich unterdessen Zukunftsängste breit, die meisten von ihnen haben ihr gesamtes Arbeitsleben auf der Ranch verbracht. Kayce kann über seine früheren Armeekontakte in Erfahrung bringen, wer den Mordauftrag an seinem Vater vermutlich ausgeführt hat. |           |                                        |                                       |                      |                                       |                           |                 |                 |
| 52 | 13        | Die Welt zu verschenken                | Give The World Away                   | 8. Dez. 2024         | 9. Dez. 2024                          | Michael Friedman          | Taylor Sheridan | 6,93 Mio.       |
| Jamies Verbindung zu Sarah kommt ans Licht und er sucht Rat bei seiner ehemaligen Wahlkampfstrategin. Auf der Ranch werden das Inventar und das Vieh versteigert, doch der Erlös wird nicht ausreichen, um die Erbschaftsteuer zahlen zu können. Kayce hat die Idee, das Land unter Wert zu verkaufen, weil dann der niedrigere Kaufpreis statt des tatsächlichen Werts für die Erbschaftsteuer zu Grunde gelegt wird. |           |                                        |                                       |                      |                                       |                           |                 |                 |
| 53 | 14        | Das Leben ist ein Versprechen          | Life Is A Promise                     | 15. Dez. 2024        | 16. Dez. 2024                         | Taylor Sheridan           | Taylor Sheridan | 7,37 Mio.       |
| Nach der Beerdigung von John Dutton ziehen die Cowboys ihrer Wege. Kayce verkauft das Land der Ranch zu einem symbolischen Preis an das Reservat mit dem Wissen, dass es danach weder bebaut noch weiterverkauft werden darf. Beth konfrontiert Jamie mit diesem Verkauf, woraufhin ein gewalttätiger Streit entbrennt. Nur der hinzugeeilte Rip kann verhindern, dass Beth von Jamie erwürgt wird, und dieser wird schließlich von Beth getötet. Beth hat in Dillon (Colorado) eine kleine Ranch gekauft, dort beginnt sie mit Rip und Carter ein neues Leben. Kayce hat vom Reservat ein kleines Stück des Landes rückübertragen bekommen, auf dem er mit seiner Familie zukünftig leben und es als Ranch bewirtschaften wird. |           |                                        |                                       |                      |                                       |                           |                 |                 |